# Ri Kwang-čchon
Ri Kwang-čchon (korejsky: 리광천, hanča: 李光川; * 4. září 1985) je bývalý severokorejský fotbalista, který hrál na pozici středního obránce.

## Klubová kariéra
V letech 2005 až 2011 hrál Ri za April 25 a pomohl týmu vyhrát dvakrát ligu v letech 2010 a 2011. V roce 2012 měl šanci připojit se k čínskému klubu Tchien-ťin Teda, ale měl problémy se získáním pracovního povolení a nakonec se připojil k Muangthong United v Thajsku. Po jeho propuštění z Muangthongu se Ri v roce 2014 vrátil do April 25, ale o rok později se vrátil do Thajska, aby se připojil k Pattaya United. Ve stejném roce odešel do hráčského důchodu.

## Reprezentační kariéra
Ri hrál za severokorejský národní tým v letech 2001 až 2012. Reprezentoval zemi na Mistrovství světa ve fotbale 2010 a Mistrovství Asie ve fotbale 2011.

## Úspěchy

### Klubové
April 25
- Severokorejská fotbalová liga: 2010, 2011

Muangthong United
- Thai Premier League: 2012

### Reprezentační
- AFC Challenge Cup: 2010, 2012